# Дейвид Морз
Дейвид Морз (на английски: David Morse), е американски филмов, телевизионен и сценичен актьор, роден през 1953 година.
Името му добива първоначална известност с ролята си на доктор Джак Морисън в драматичния медицински телевизионен сериал „Сейнт Елсуеър“, където Морз участва в периода 1982 – 1988 година. По това време той е сочен, като един от дванадесетте „най-обещаващи млади актьори“ за 1980-те.
През 1990-те, Морз участва в множество хитови продукции, някои от които се превръщат във филмови класики. Сред тях са Дванайсет маймуни (1995) на Тери Гилиъм, екранизацията Зеленият път (1999) по Стивън Кинг и шедьовъра на Ларс фон Триер, носителя на „Златна палма“ от Кан – Танцьорка в мрака (2000).
През 2000-те, Морз получава две номинации за награда „Еми“ за ролите си в телевизионните филмови продукции – Къща (2006 – 2007) и Джон Адамс (2008).

## Биография и кариера
Роден е като Дейвид Боудич Морз на 11 октомври 1953 година в градчето Хамилтън, Масачузетс. Майка му Жаклин е учителка, а баща му Чарлз Морз е мениджър продажби. Има три по-малки сестри. В свое интервю, Морз заявява, че името му Боудич идва от пионера на модерната морска навигация – математика Натаниел Боудич (1773 – 1838).
Дейвид Морз учи актьорско майсторство в „Уилям Еспер Студио“ в Манхатън, Ню Йорк. Започва кариерата си като актьор в бостънския репертоарен театър в началото на 1970-те години. В началото на 1980-те, прекарва известно време и сред нюйоркската театрална общност преди пробивът му в телевизията с участието си в сериала „Сейнт Елсуеър“.
От 1982 година, Дейвид Морз е женен за актрисата Сюзън Уилър Дъф. Двамата имат една дъщеря и двама синове – близнаци.

## Избрана Филмография
| Година | Заглавие на български | Оригинално заглавие | Роля                | Режисьор                         | Бележки |
| ------ | --------------------- | ------------------- | ------------------- | -------------------------------- | ------- |
| 1991   | „Индиански бегач“     | The Indian Runner   | Джо Робъртс         |                                  |         |
| 1994   | „Измъкването“         | The Getaway         | Джим Диър Джаксън   |                                  |         |
| 1995   | „Ланголиерите“        | The Langoliers      | капитан Браян Енгъл | телевизионен филм по Стивън Кинг |         |
| 1995   | „На кръстопът“        | The Crossing Guard  | Джон Буут           |                                  |         |
| 1995   | „Дванайсет маймуни“   | Twelve Monkeys      | доктор Питърс       |                                  |         |
| 1996   | „Скалата“             | The Rock            | майор Том Бакстър   |                                  |         |
| 1997   | „Контакт“             | Contact             | Тед Ароуей          |                                  |         |
| 1999   | „Зеленият път“        | The Green Mile      | Брутъс Хауел        | екранизация по Стивън Кинг       |         |
| 2000   | „Танцьорка в мрака“   | Dancer in the Dark  | Бил Хюстън          |                                  |         |